# Gurre Vang
Gurre Vang är en skog i Danmark. Den ligger i Region Hovedstaden, 40 km norr om Köpenhamn. Gurrevang ligger på nordöstra Sjælland. Den ligger vid sjön Gurre Sø.